# Liszno
Liszno – wieś w Polsce położona w województwie lubelskim, w powiecie chełmskim, w gminie Rejowiec Fabryczny.
| SIMC    | Nazwa   | Rodzaj    |
| ------- | ------- | --------- |
| 1026378 | Per     | część wsi |
| 0105940 | Półanek | część wsi |

Do 1870 istniała gmina Liszno. W latach 1954–1972 wieś należała i była siedzibą władz gromady Liszno. W latach 1975–1998 miejscowość administracyjnie należała do województwa chełmskiego. 
Wieś jest sołectwem w gminie Rejowiec Fabryczny. Według Narodowego Spisu Powszechnego (III 2011 r.) liczyła 452 mieszkańców i była czwartą co do wielkości miejscowością.
18 maja 1942 oddział SS i Gestapo zamordował około 60 mieszkańców wsi (zidentyfikowano 16 osób).

## Szlaki turystyczne
Szlak Stawów Kańskich